# Edit Miklós
Edit Miklós, auch Edith Miklós, (* 31. März 1988 in Miercurea Ciuc, Kreis Harghita) ist eine ehemalige rumänisch-ungarische Skirennläuferin. Ihre Spezialdisziplinen waren die Abfahrt und der Super-G.

## Biografie
Miklós, die der ungarischen  Minderheit in Siebenbürgen angehört, startete zunächst für den Skiclub ihrer Heimatstadt Miercurea Ciuc. Ihre ersten Erfolge waren zwei Abfahrtssiege bei FIS-Rennen im Frühjahr 2007 und kurz darauf Platz sechs in der Abfahrt bei den Juniorenweltmeisterschaften 2007. Ein Jahr später gelangen ihr zwei vierte Plätze im Europacup (Abfahrt und Super-Kombination) und Rang fünf bei den Juniorenweltmeisterschaften 2008 – wiederum in der Abfahrt.
Den ersten Einsatz im Weltcup hatte Edith Miklós in Val-d’Isère 2005, wo sie 60. und damit Letzte wurde. Ein erneuter Weltcupstart erfolgte erst Ende 2008 bei der Abfahrt von Lake Louise, der mit einem Sturz endete. Miklós blieb jedoch unverletzt und belegte kurz darauf Platz 30 im Super-G von St. Moritz, womit sie einen Weltcuppunkt erhielt. Es war dies der erste Punkt für Rumänien in der Geschichte des Alpinen Skiweltcups.
Miklos startete 2009 bei den Weltmeisterschaften in Val-d’Isère und 2010 bei den Olympischen Spielen von Vancouver. In Val-d’Isère belegte sie in Abfahrt und Super-G jeweils Platz 18. Bei der Olympiaabfahrt kam sie im Mittelteil zu Sturz und erlitt einen Kreuzbandriss. Da sie vom Rumänischen Skiverband nicht die gewünschte Unterstützung bekam, beantragte Miklos während der Verletzungspause die ungarische Staatsangehörigkeit. Diese wurde ihr schnell erteilt und die sofortige Anerkennung durch die FIS verhinderte eine zweijährige Sperre der Sportlerin, die daraufhin im Januar 2011 ihr Comeback geben konnte. Mit Platz 30 in der Super-Kombination von St. Moritz holte sie am 27. Januar 2012 die ersten Weltcuppunkte überhaupt für Ungarn.
Am 12. Februar 2014 erreichte Miklós bei den Olympischen Winterspielen 2014 in Sotschi überraschend den 7. Platz in der Abfahrt. Ihr erstes Top-10-Ergebnis im Weltcup folgte am 2. März 2014, als sie Fünfte der Abfahrt von Crans-Montana wurde. Knapp ein Jahr später errang sie am 24. Januar 2015 als Dritte in der Abfahrt von St. Moritz ihren ersten Podestplatz, der zugleich der erste Podestplatz im alpinen Skiweltcup für Ungarn war. Die Saison 2016/17 begann mit einem weiteren dritten Platz in der Abfahrt von Lake Louise vielversprechend. Doch am 14. Januar 2017 stürzte sie im Training zur Abfahrt von Zauchensee und zog sich dabei schwere Knieverletzungen an beiden Beinen zu. Mitte April 2018 erklärte Miklós ihren Rücktritt vom Spitzensport.

## Erfolge

### Olympische Spiele
- Sotschi 2014: 7. Abfahrt, 15. Super-G, 16. Super-Kombination, 34. Riesenslalom

### Weltmeisterschaften
- Val-d’Isère 2009: 18. Abfahrt, 18. Super-G
- Garmisch-Partenkirchen 2011: 23. Super-Kombination, 31. Super-G
- Schladming 2013: 19. Super-Kombination, 23. Abfahrt
- Beaver Creek 2015: 13. Abfahrt, 40. Riesenslalom

### Weltcup
- 8 Platzierungen unter den besten zehn, davon 2 Podestplätze

### Weltcupwertungen
| Saison  | Gesamt | Gesamt | Abfahrt | Abfahrt | Super-G | Super-G | Kombination | Kombination |
| Saison  | Platz  | Punkte | Platz   | Punkte  | Platz   | Punkte  | Platz       | Punkte      |
| ------- | ------ | ------ | ------- | ------- | ------- | ------- | ----------- | ----------- |
| 2011/12 | 115.   | 1      | –       | –       | –       | –       | 38.         | 1           |
| 2012/13 | 90.    | 26     | 34.     | 26      | –       | –       | –           | –           |
| 2013/14 | 64.    | 80     | 26.     | 80      | –       | –       | –           | –           |
| 2014/15 | 51.    | 125    | 21.     | 116     | 45.     | 9       | –           | –           |
| 2015/16 | 43.    | 213    | 14.     | 207     | 46.     | 6       | –           | –           |
| 2016/17 | 58.    | 131    | 20.     | 108     | 39.     | 23      | –           | –           |
| 2017/18 | 105.   | 18     | 29.     | 18      | –       | –       | –           | –           |

### Juniorenweltmeisterschaften
- Maribor 2004: 50. Super-G, 55. Riesenslalom, 58. Abfahrt
- Bardonecchia 2005: 32. Abfahrt, 33. Slalom, 38. Super-G, 55. Riesenslalom
- Zauchensee/Flachau 2007: 6. Abfahrt, 58. Riesenslalom
- Formigal 2008: 5. Abfahrt, 10. Kombination, 13. Super-G, 44. Slalom, 50. Riesenslalom

### Weitere Erfolge
- Europacup: 2 Platzierungen unter den besten fünf
- South American Cup: 1 Podestplatz
- 6 Siege in FIS-Rennen